# Zoisit
Zoisit je kalcijsko-alumohidroksidni sorosilikat.  Kemijska formula mu je Ca2Al3[SiO4Si2O7]O(OH), gdje male količine aluminija mogu biti zamijenjene s manganom ili kromom.

## Porijeklo imena
Zoisit je dobio imem po slovenskom znanstveniku Baronu Sigmundu Zoisu von Edelsteinu (Žiga Zois), koji je prepoznao da je ovo nepoznati mineral, kada mu ga je donio preprodavač minerala Simon Prešern, koji ga je pak otkrio na Svinškoj planini u Karintiji, 1805. godine. Zoisit je najprije bio poznat pod imenom saualpit, prema samom lokalitetu gdje je pronađen (Svinšku planinu, naime, neki još nazivaju i Saualpe).

## Opće značajke
Zoisit se pojavljuje kao prizmatični rompski monokristal ili u masivnim agregatima, a pronađen je u metamorfnim i pegmatitnim stijenama. Može biti plave do ljubičaste boje, zelene, smeđe, ružičaste, žute, sive ili bezbojan. Ima staklast sjaj i školjkast do neravan lom. Euhedralno su kristali isprutani paralelno s c-osi. Također, paralelno toj osi specifična gustoća je 3.10-3.38, ovisno o varijetetu. Zoisit ima bijeli ogreb i krt je. 
Pokazuje dikroizam, a ponekad i jak trikroizam (tanzanit). Ima visok indeks loma (~ 1.7) i u mikroskopskim izbruscima pokazuje visok reljef. Ima mali dvolom i pokazuje anomalne interferencijske boje (veće no bi se moglo očekivati iz dvoloma).

## Polimorfi i varijeteti
Zoisit ima i svog polimorfa. To je klinozoisit, koji kristalizira u monoklinskom kristalnom sustavu i mnogo je češći u prirodi od samog zoisita.
Ako zoisit pokazuje izrazit trikroizam u bojama plava-crvena-žuta, nazivamo ga tanzanit, prema lokalitetu u Tanzaniji. Danas tanzanita tamo više nema jer je bio vezan samo za površinsku zonu tog ležišta. Cijenimo ga kao dragi kamen.

## Ležišta i nalazišta
Zoisita ima u metamorfnim sredinama, u amfibolima; u bazičnim eruptivima kao produkt aliteracije nekih kalcijevih silikata. S epidotom i nekim filosilikatima tvori sosirit, koji nastaje hidrotermalnom izmjenom kalcijem bogatih silikata.
Izvori zoisita otkriveni su u Tanzaniji (tanzanit), Keniji (varijetet nazivamo anyolit, često nađen uz rubine), Norveškoj (tulit, ružičasti varijetet), Švicarskoj, Austriji, Indiji, Pakistanu i SAD-u.

## Upotreba
Prozirni primjerci režu se u dragulje dok se poluprozirni i opáki (neprozirni) zoisiti koriste kao materijali u kiparstvu.